# Gad Guard
Gad Guard (ガドガード?, Gado Gādo) è una serie televisiva anime di ventisei episodi, diretta da Hiroshi Nishikiori e prodotta dallo studio Gonzo, trasmessa in Giappone dal canale satellitare tematico, Animax, e dal canale terrestre Fuji Television.

## Trama
Numerose centinaia di anni nel futuro, le risorse naturali della Terra sono esaurite, mentre il progresso della razza umana è fermo. Il mondo si è diviso fra diverse "unità". Un ragazzo di nome Hajiki Sanada vive con sua madre e sua sorella nell'"unità 74", in un posto chiamato "Night Town", nel quale l'elettricità viene interrotta a mezzanotte. La storia dell'anime ruota intorno ad un oggetto chiamato GAD. I GAD hanno l'abilità di ricostruire i materiali quando entrano in contatto con i sentimenti di una vita organica. La dimensione e la forma di ciò che è stato ricostruito può variare in base ai sentimenti posseduti dalla forma organica con cui il GAD è entrato in contatto. Quando Hajiki per errore entra in contatto con uno di questi, esso si trasforma in un enorme mecha "Techode" che Hajiki decide di chiamare Lightning. Presto, Hajiki capirà di non essere l'unico umano in possesso di un Techode, e dovrà trovare il modo di trattare con gli altri che hanno i suoi stessi sentimenti.

## Episodi
L'anime, prodotto dallo studio Gonzo e diretto da Hiroshi Nishikiori, è andato in onda su Fuji TV dal 16 aprile al 24 settembre 2003, ma solo 20 dei 26 episodi sono stati trasmessi. Durante questa messa in onda, l'episodio 6 è stato saltato, causando una modifica nella numerazione degli episodi. La serie si è conclusa con l'episodio 20 (che corrisponde all'episodio 19 nella prima trasmissione). Successivamente, dal 12 settembre al 29 dicembre 2003, la serie è stata replicata integralmente su Animax, ripristinando la numerazione originale degli episodi e recuperando quelli precedentemente inediti. Le sigle sono rispettivamente Boomerang Boogie ~Nanpudou no Ojisan~ (apertura) e Song for My Buffalo (chiusura), entrambe cantate da PE'Z.
| Nº | Titolo italiano (traduzione letterale) Giapponese 「Kanji」 - Rōmaji                               | In onda           | In onda |
| Nº | Titolo italiano (traduzione letterale) Giapponese 「Kanji」 - Rōmaji                               | Giapponese        |         |
| 1  | Stavamo guardando lo stesso cielo 「同じ空を見ていた」 - Onaji sora o mite ita                     | 16 aprile 2003    |         |
| 2  | Mettere insieme i pezzi 「欠片繋ぎ合わせ」 - Kakera tsunagi-awase                                  | 23 aprile 2003    |         |
| 3  | All'angolo di una strada a Night Town 「ナイトタウンの街角で」 - Naito Taun no machikado de        | 30 aprile 2003    |         |
| 4  | Occhi freddi 「瞳涼やかに」 - Hitomi suzuyaka ni                                                   | 7 maggio 2003     |         |
| 5  | E la pioggia cade 「そして雨が降る」 - Soshite amegafuru                                           | 13 maggio 2003    |         |
| 6  | Cinque maschere 「五つの仮面」 - Itsutsu no kamen                                                  | 17 ottobre 2003   |         |
| 7  | Se potessi volare 「空を飛べたら」 - Sora wo tobetara                                              | 21 maggio 2003    |         |
| 8  | La coppia errante 「さすらいの二人」 - Sasurai no futari                                           | 11 giugno 2003    |         |
| 9  | La neve scioglie il cuore 「雪が心を融かす」 - Yuki ga kokoro o tokasu                             | 18 giugno 2003    |         |
| 10 | Bouquet al tramonto 「夕陽に札束」 - Yūhi ni satsutaba                                             | 25 giugno 2003    |         |
| 11 | Non posso tornare alla città dell'arcobaleno 「虹の町には帰れない」 - Niji no machi ni wa kaerenai | 9 luglio 2003     |         |
| 12 | Bluebird 「ブルーバード」 - Burūbādo                                                               | 16 luglio 2003    |         |
| 13 | Coloro che abitano nelle tenebre 「闇に棲む者たち」 - Yami ni sumu-sha-tachi                       | 23 luglio 2003    |         |
| 14 | Alla ricerca del tempo perduto 「失われた時を求めて」 - Ushinawareta toki wo motomete              | 30 luglio 2003    |         |
| 15 | Giardino soleggiato 「陽の当たる庭」 - Yō no ataru niwa                                            | 13 agosto 2003    |         |
| 16 | Il giorno in cui ho mostrato le zanne 「牙を剥く日」 - Kiba o muku hi                              | 20 agosto 2003    |         |
| 17 | Pistole, Katana, bestie 「銃・刀・獣」 - Jū, katana, kemono                                        | 3 settembre 2003  |         |
| 18 | La logica di che se ne va 「去る者の論理」 - Saru mono no ronri                                    | 10 settembre 2003 |         |
| 19 | Compagno di viaggio 「道連れ」 - Michidzure                                                        | 17 settembre 2003 |         |
| 20 | La fine del mondo 「この世の果て」 - Kono yo no hate                                               | 24 settembre 2003 |         |
| 21 | Sonno blu 「蒼い眠り」 - Aoi nemuri                                                                | 29 dicembre 2003  |         |
| 22 | Rondò di vetro 「ガラスの輪舞」 - Garasu no Rondo                                                  | 29 dicembre 2003  |         |
| 23 | L'uomo che fa ammenda 「償う男」 - Tsugunau otoko                                                  | 29 dicembre 2003  |         |
| 25 | Tempo per il cielo 「空への時間」 - Sora e no jikan                                                | 29 dicembre 2003  |         |
| 26 | Giovane viaggiatore 「若き旅人」 - Wakaki tabibito                                                 | 29 dicembre 2003  |         |

## Doppiaggio
- Ken'ichi Suzumura: Hajiki Sanada
- Yumiko Kobayashi: Hajiki Sanada (giovane)
- Fumiko Orikasa: Arashi Shinozuka
- Jun'ichi Suwabe: Katana
- Kikuko Inoue: Catherine Flaubert
- Masayo Kurata: Aiko Marie Harmony
- Unshō Ishizuka: Kogoro Hachisuka
- Yuuko Satou: Takumi Kisaragi